# 耶律鐸軫
耶律鐸軫（?—?），字敵輦，辽国軍人，契丹積慶宮（耶魯盌斡耳朵）出身。
統和年間出仕，性格单純，不拘小节，当時的人开始认为他是短慮人物。耶律鐸軫参与入侵北宋，取緋色得絹为介冑来标显自己，騎馬突入敵陣，多杀宋兵。皇太后萧绰看見他非常高兴，给他厚賞。以後多以軍事属任。任東北詳稳。開泰二年（1013年），征討阻卜战胜。
重熙年間，历任東北路統軍使、天德軍節度使。重熙十七年（1048年），在西方边境築城，辽兴宗命他選定土地、建造战艦，完成楼船一百三十隻。後攻西夏，耶律鐸軫右別道進軍，在河浜与大軍合军。西夏軍在黄河岸布陣，興宗率耶律鐸軫建造的战艦遮断大河，攻打西夏阵营，大勝。耶律鐸軫在官任上去世。享年七十岁。其子耶律低烈历任观察使、節度使。

## 延伸阅读
[在维基数据编辑]
 《遼史·卷93》，出自脱脱《遼史》